# Sylwoterapia
Sylwoterapia, lasoterapia, drzewoterapia, drzewolecznictwo – metoda terapeutyczna, według której przebywanie w obecności drzew i krzewów pobudza organizm do samoleczenia w przypadku osób chorych. Działanie lecznicze lasów nie zostało jednoznacznie potwierdzone. Przeglądy systematyczne wyników tysięcy badań naukowych, wykonywanych jednak nie zawsze zgodnie z zasadami RCT, pozwoliły stwierdzić, że oddziaływanie środowiska leśnego może być korzystne (hipoteza nie została odrzucona) i badania powinny być kontynuowane po usunięciu wad metodologicznych. Stwierdzono również, że zalecanie pacjentom terapii leśnej powinno być rozważane przed ich zakończeniem, ponieważ ryzyko wystąpienia działań niepożądanych jest niskie, a zwiększenie aktywności na świeżym powietrzu często bywa wskazane. 
Sylwoterapia jest zaliczana do metod naturoterapeutycznych wraz z hortiterapią, terapią naturalną wg Kneippa czy terapią oceaniczną (przebywanie na pokładzie statków lub nad brzegiem mórz/oceanów).
Badania nie wykazały, że metody naturoterapeutyczne mają działanie lecznicze w przypadku chorób człowieka (z wyjątkiem terapii osób z fobiami prostymi, np. szum lasu lub fal morskich może być wykorzystywany w terapii fonofobii), jednak przebywanie w lesie (nad brzegiem morza lub np. w górach) może mieć korzyści w kontekście przeciwdziałania chorobom cywilizacyjnym. Mechanizm działania prozdrowotnego polega zarówno na mniejszym narażeniu na czynniki chorobotwórcze takie jak smog, obecność ozonu, hałas, stres, jak i na czynniki pozytywne takie jak większe natlenienie, większa wilgotność powietrza (analogicznie w terapii oceanicznej). Elementem istotnym są również czynniki redukujące objawy stresu, takie jak oddziaływania estetyczne, szum drzew czy obecność w powietrzu lotnych związków aromatycznych.
Sylwoterapia, podobnie jak hortiterapia oraz zooterapia, wykorzystywana jest także do rewalidacji dzieci upośledzonych umysłowo.
Terapeuci zalecają kontakt z przyrodą w celu ograniczenia niekorzystnego wpływu czynników cywilizacyjnych oraz psychosomatycznych.